# Île sans fil
Pour les articles homonymes, voir ISF.
Île sans fil est un organisme communautaire sans but lucratif voué au développement d'une infrastructure de communication gratuite permettant de fournir un accès public à internet sans fil et gratuit aux utilisateurs d'ordinateurs portables et d'assistants personnels à travers la grande région de Montréal au Québec. 

## Utilisation
Île sans fil compte plus de 140 000 utilisateurs avec plus de 4 000 nouvelles inscriptions mensuelles et possède plus de 200 points d'accès (aussi appelés hotspot) installés dans des parcs, places publiques, bistrots, cafés, restaurants, centres communautaires. Une équipe d'une trentaine de bénévoles assure le recrutement des commerçants ou organismes sans buts lucratifs désireux d'offrir à leurs clients ou usagers un service d'accès « gratuit » à Internet via une connexion sans fil. Ces bénévoles voient aussi à l'installation des équipements et le support technique lorsque nécessaire.

## Infrastructure
L'organisme Île sans fil utilise des logiciels libres et des équipements Wi-Fi abordables pour partager des connexions internet à haut-débit. L'organisme concentre ses activités sur deux projets : 
- le déploiement de nombreuses bornes d'accès sans fil au réseau Internet dans des endroits publics ;
- créer une infrastructure de communication haute vitesse « toit à toit », qui relaye l'Internet d'un usager à l'autre.[citation nécessaire]

Cette infrastructure permet la diffusion de contenus locaux (art, nouvelles, événements locaux). L'organisme offre également des outils permettant aux citoyens d'établir entre eux des liens spontanés dans les endroits publics.

## Wifidog
Outre ses activités destinées au grand public, l'organisme assure le leadership du développement du logiciel WifiDog. WiFiDog Captive Portal (en) est un logiciel libre fonctionnant à la fois sur des serveurs d'authentification et d'un logiciel de portail captif installé dans la base sans fil. Cette architecture distribuée permet d'offrir un service de portail captif gratuit tout en réduisant les coûts par nœud installé au minimum. Chaque nœud supplémentaire nécessitant un investissement de 100 CAD (achat de la pièce d'équipement). Outre Montréal, le portail captif WifiDog est utilisé par les communautés sans fil de New York, Paris, Québec, Berlin, Brest, Marseille, Vancouver et Toronto. Une dizaine d'autres endroits dans le monde évaluent en ce moment (décembre 2005) le logiciel.